# 普拉
普拉（塞爾維亞-克羅埃西亞語發音：[pǔːla] ⓘ，波拉；伊斯特拉语：Puola）位于克罗地亚伊斯特拉半岛的南端，是伊斯特拉县最大的城市，也是克罗地亚的第七大城市。2021年人口为52,411人。普拉拥有丰富的历史遗产，包括众多的古罗马建筑，其中最著名的就是普拉竞技场，是目前保存最完好的古罗马圆形竞技场。这座城市拥有悠久的酿酒、捕鱼、造船和旅游传统。从古罗马时期开始，它一直是伊斯特拉地区的行政中心，直到1991年被帕津取代。普拉也曾是奧匈帝國海軍最大的軍港。

## 人口
此城人口密度為1,093.27 人/每平方公里，是克羅地亞人口密度第五大的城市，人口62,080人 (2006年統計)。
城內主要人口為克羅地亞人(71.65% )，其餘則有塞爾維亞人(5.83%), 意大利人(4.82%), 波斯尼亞人和斯洛維尼亞人等(2001年統計)。

## 地理和氣候
普拉位於亚得里亚海海岸，屬於地中海氣候，平均高溫為24℃ (75℉)(八月)，平均低溫則為6℃ (43℉)(一月)，氣候一般濕潤、溫和。在夏天，日間比較溫暖，晚間則較涼快。每年有超過240日的氣溫高於10℃ (50℉)。

## 景觀

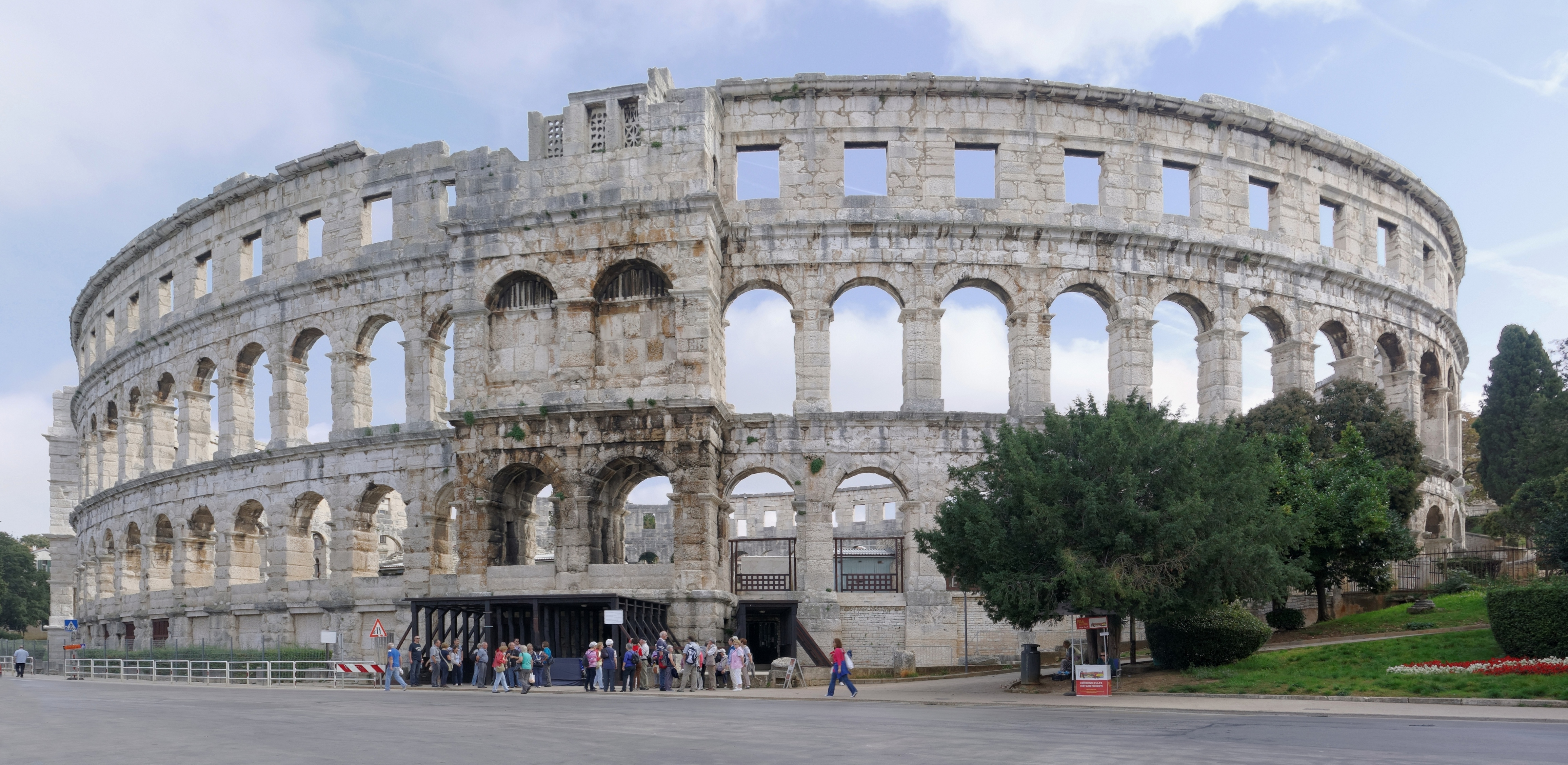
普拉竞技场

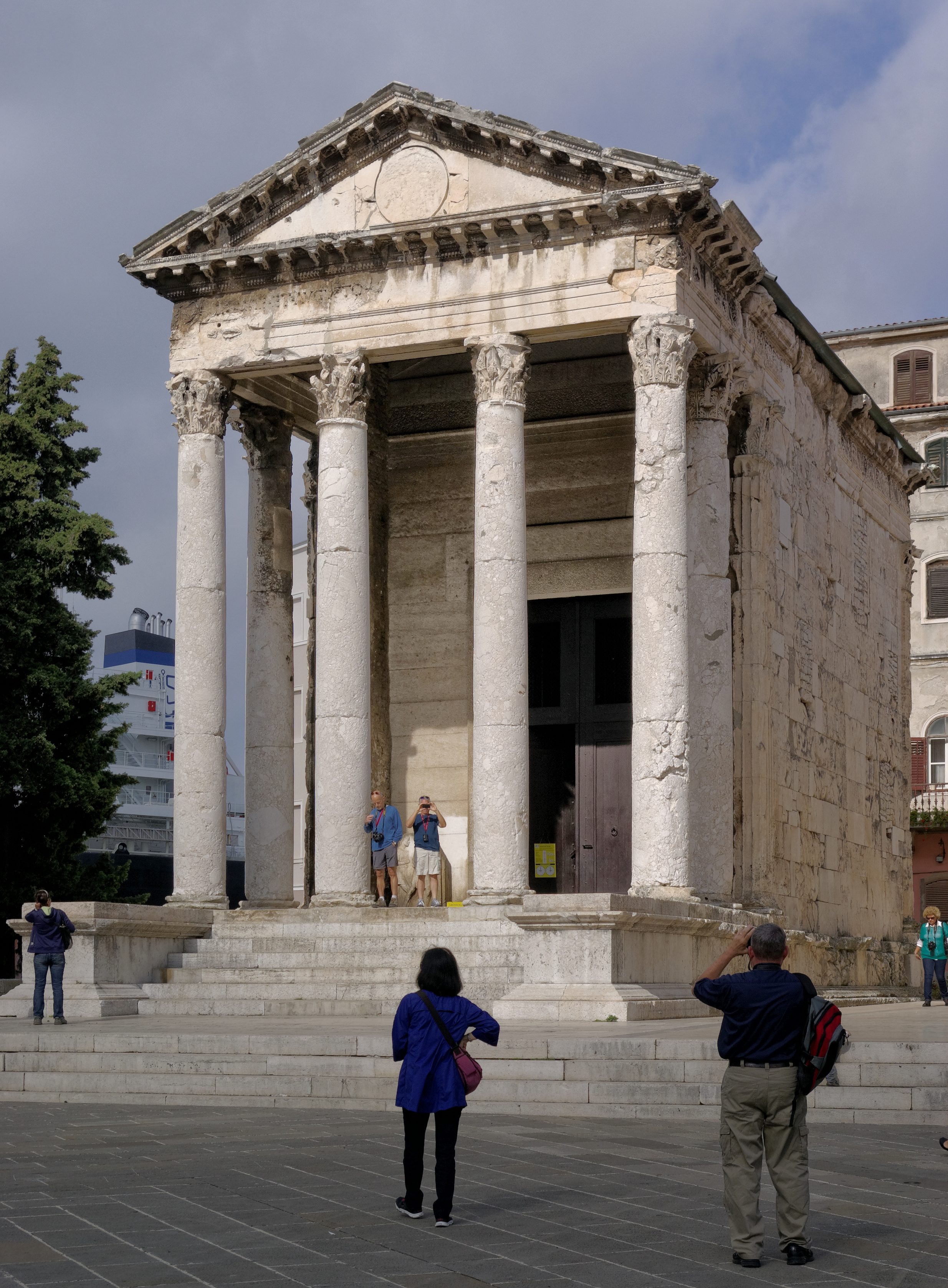
科林斯柱式的古羅馬廟宇

普拉早在古羅馬時期就是伊斯特拉的行政中心，因此保留有許多古羅馬時代的建築物，其中最有名的景點為在一世紀所建的圓形競技場，普拉竞技场是世界上六個現存的羅馬競技場之一。至今競技場仍被用作夏天電影節的場地。
在二戰期間，意大利的法西斯曾嘗試拆遷普拉的圓形競技場至意大利本土，但因搬運成本過高而很快放棄。
- 另外兩個保存完好的古羅馬建築有同樣是一世紀興建的凱旋門和在屋大維統治時期(大約公元前2年至公元14年)所建的奧古斯都羅姆神廟。
- 神廟在拜占庭時期轉變為一座教堂，因此能夠倖存至現代，
- 此後該建築被用作穀倉，在1944年被盟軍空襲轟炸，損毀嚴重。
- 現今所見的為1947年重建之貌，神廟被用作擺放石刻、碑文、雕像等考古物品作為展覽。

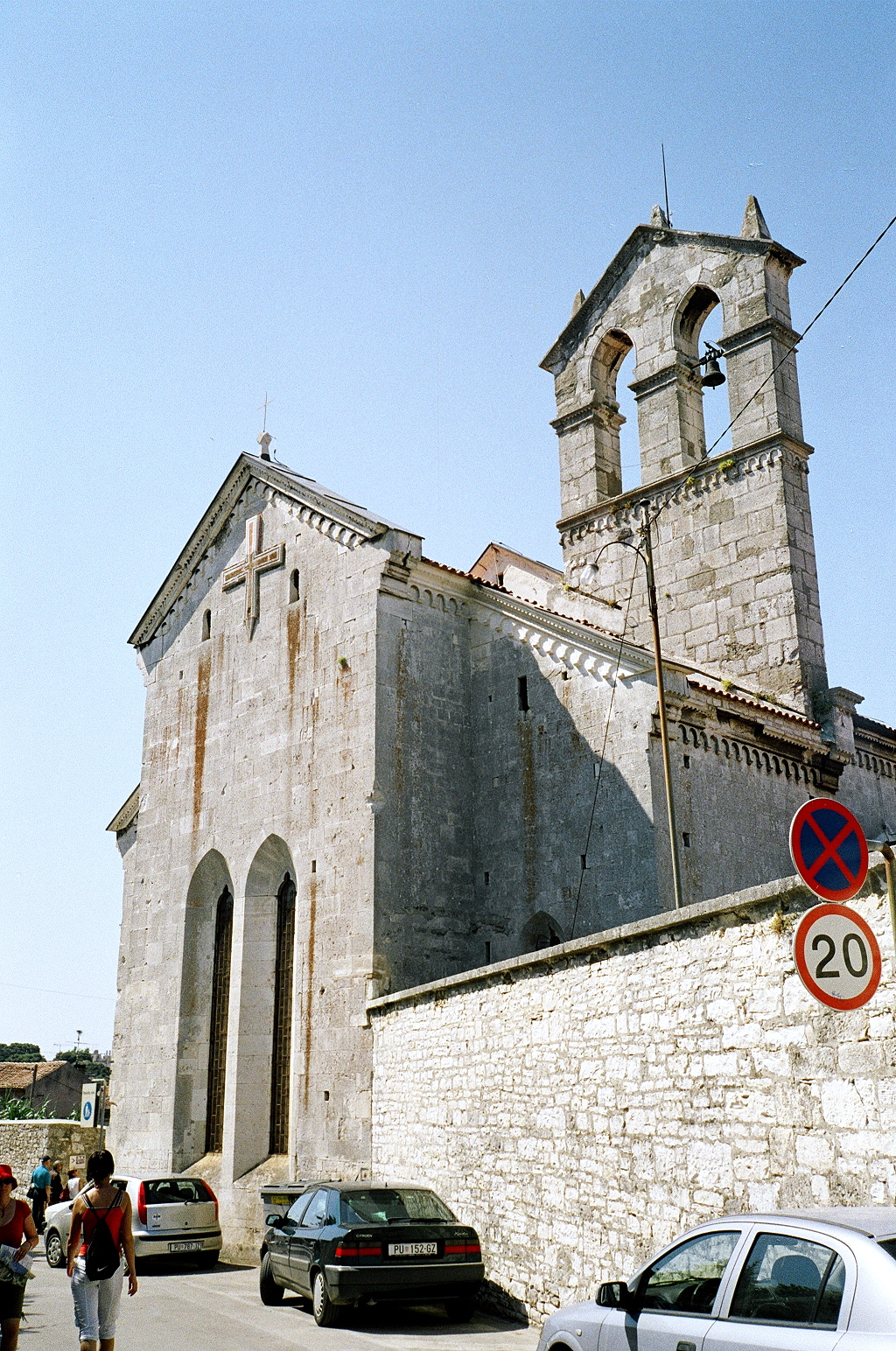
聖弗朗西斯教堂

- 普拉的舊城區內有許多古羅馬所鋪砌的狹窄石街，兩旁排列了中世紀和文藝復興時期所興建的建築物。
- 普拉大教堂是一座羅馬天主教座堂，建於六世紀，並於十世紀擴展。該教堂後因熱那亞和威尼斯人的侵襲而毀壞，於十五世紀完成重建。在第二次世界大戰，教堂於1944年盟軍對普拉城的轟炸中嚴重損壞，最後於1947年再次重建。
- 聖弗朗西斯教堂(Church of St. Francis )則是一座築於公元1314年的中世紀建築，有著晚期的羅曼式建築風格，並建有哥德式的玫瑰窗。

## 交通

### 鐵路
鐵路服務自普拉往北運作至斯洛文尼亞，但沒有跟里耶卡及其他克羅地亞鐵路的網絡連接。

### 航空
普拉機場位於普拉市的東北方，負責該市的航空運輸，包括國內航線和國際航線，包括前往意大利的里雅斯特、斯洛文尼亞首都盧布爾雅那和首都薩格勒布的航線。然而與鄰近的里耶卡機場一樣，普拉並不是主要的國際航點。
此外普拉亦有直航路線來往本市和倫敦、都柏林，夏季亦有航線前往西歐的其他大機場。

### 船運
渡輪服務經營自普拉港口至鄰近的島嶼，在六月至九月，亦有經營來往威尼斯、的里雅斯特至本市的航線。

### 公共汽車
市中心邊緣的大型公共運輸站為市內龐大的公共汽車系統而設，提供普拉市內、前往國內和國外各個城市的公共汽車路線。

### 電車
在20世紀初奧匈帝國統治時期，普拉於1904年建有一電車軌道系統。在第一次世界大戰以後，普拉為法西斯政權所統治，當時因為電車系統的需求下降而於1934年遭到拆卸。

## 友好城市
- 法國鲁埃格自由城[3]
- 奥地利格拉茨
- 德国特里爾
- 義大利伊莫拉
- 義大利維羅納
- 瓦拉日丁
- 斯洛維尼亞克拉尼
- 日本碧南市